# 硒化鈉
硒化鈉是一種無機化合物，由硒和鈉，為一種氫硒酸鹽，其化學式為Na2Se。

## 制備
可用硫化鈉的制法，因為它們都是同族化物，具有類似性質，可由钠和硒在氨中或萘的存在下于四氢呋喃中反应即生成硒化钠。
2Na + Se → Na2Se

## 晶體結構
硒化鈉晶體結構為反螢石型結構，和其他鹼金屬硒化物類似，空間群為{\displaystyle Fm{\bar {3}}m}，每單位晶胞有4個單位。